# Petrópolis
Petrópolis (portugalsko: [peˈtɾɔpolis, -pu-]), znan tudi kot Cesarsko mesto, je občina v jugovzhodni regiji Brazilije. Je v zvezni državi Rio de Janeiro, 68 kilometrov severovzhodno od mesta Rio de Janeiro. Po brazilskem popisu leta 2022 je imela občina Petrópolis 278.881 prebivalcev. Poleg tega, da je največje in najbolj naseljeno mesto v gorski regiji Fluminense, ima mesto tudi največji BDP in HDI v regiji.
Ime mesta (Petrovo mesto) je v čast Petru II., zadnjemu brazilskemu cesarju, ki je tam pokopan v stolnici s. Petra iz Alcantare. Mesto je bilo poletna rezidenca brazilskih cesarjev in aristokratov v 19. stoletju in je bilo uradna prestolnica zvezne države Rio de Janeiro v času Prve brazilske republike med letoma 1894 in 1902.
Obstajajo projekti za ponovno priključitev Petrópolisa k metropolitanski regiji Rio de Janeiro, ker je s prestolnico povezan s političnimi in gospodarskimi vezmi in ima enega najvišjih HDI v državi.

## Zgodovina

### Kolonialno obdobje
Brazilsko cesarstvo 1843–1889
 Brazilija 1889–danes

Do 18. stoletja so regijo naseljevali índios coroados (kronani Indijanci), zaradi česar je dobila portugalsko ime Sertão dos Índios Coroados. Šele z odkritjem zlata v Minas Geraisu in posledičnim odprtjem nove poti rudnikov, ki so šli skozi Petrópolis v tistem stoletju, so regijo začeli zasedati ne-Indijanci. Začetke mesta je mogoče iskati pri Bernardu Soaresu de Proençi, ki je med letoma 1722 in 1725 odprl alternativno pot med Riom de Janeirom in Minas Geraisom, čez Serra da Estrela, imenovano Caminho Novo das Minas (Nova cesta v rudnike).

### Cesarsko obdobje
Med potovanjem v Minas Gerais po tej poti leta 1822 je cesar Peter I. Brazilski ostal na kmetiji v lasti katoliškega duhovnika po imenu Correia in ugotovil, da je podnebje v regiji prijetno. Ker duhovnikova sestra in dedinja ni hotela prodati njegovega premoženja, je cesar leta 1830 kupil sosednje, imenovano kmetija Córrego Seco. Tam je dal zgraditi svojo poletno palačo, a je ni nikoli dočakal dokončane, ker je odstopil s prestola 7. aprila 1831. Drugi brazilski aristokrati so mu sčasoma sledili.
Njegov sin, cesar Peter II. Brazilski, je 16. marca 1843 podpisal cesarski dekret, s katerim je ukazal gradnjo naselja (ki naj bi nastalo s prihodom nemških priseljencev) in gradnjo sanjske poletne palače na svojih obrobnih deželah, temeljnega kamna ki ga je cesar postavil maja 1845 in je bilo pripravljeno leta 1847. Zasnoval ga je major Julius Friedrich Koeler in velja za drugo načrtovano mesto v Braziliji (za Recifejem, zasnovanim v nizozemskem obdobju), ki ga sestavlja urbano jedro – mesto (zdaj središče), kjer je cesarska palača, javne stavbe, trgovina in storitve.
Od takrat naprej je mesto poleti postalo de facto prestolnica Brazilskega cesarstva, s selitvijo celotnega dvora. Tudi veliko premožnih prebivalcev mesta Rio de Janeiro je poletje preživelo v Petrópolisu, da bi ubežali izbruhom rumene mrzlice. Cesar Peter II. je vladal 49 let in ostal v Petrópolisu vsaj štirideset poletij, do pet mesecev. 29. septembra 1857 je bilo naselje povzdignjeno v mesto. Leta 1861 je bila slovesno odprta prva makadamska cesta v Braziliji, Estrada União e Indústria, ki je povezovala Petrópolis z mestom Juiz de Fora v današnji državi Minas Gerais. Leta 1883 je na pobudo barona Mauája v mesto prispela železnica. Prav tako leta 1877 je bila zgrajena prva telefonska linija v Braziliji (in prva zunaj Združenih držav), ki je povezovala Petrovo poletno palačo s sedežem njegove kmetije.
Ne glede na letni čas so v Petrópolisu večji del cesarskega obdobja živeli tuji diplomatski predstavniki.

### Republikansko obdobje
Tudi po ustanovitvi republike in izgnanstvu cesarske družine leta 1889, je mesto še naprej igralo pomembno vlogo v brazilski zgodovini. Bilo je pogosta izbira kot poletna rezidenca za predsednike republike, ki so bivali v Palácio Rio Negro. Najpogostejši med njimi je bil Getúlio Vargas, čigar bivanje v času Estado Novo je trajalo do tri mesece.
Med letoma 1894 in 1902 je bilo mesto glavno mesto države Rio de Janeiro, ki je nadomestilo Niterói zaradi dveh mornariških uporov. Tudi v tem obdobju je bil izbran Hermogênio Silva, edini namestnik guvernerja Ria de Janeira, katerega politična baza je bila v Petrópolisu. Leta 1897 je bil v mestu odprt prvi kinematograf, v katerem so prikazali prve filme bratov Lumière. Leta 1903 sta Brazilija in Bolivija v rezidenci barona Rio Branca podpisali Petrópolsko pogodbo, ki je Braziliji dala ozemlje Acre. Sanitarec Oswaldo Cruz je bil imenovan za prvega župana leta 1916. V prostorih palače Quitandinha je bila med drugo svetovno vojno (1939–1945) podpisana vojna napoved ameriških držav Silam osi.
Med brazilsko vojaško vlado v 1970-ih je bil tam center za mučenje, imenovan hiša smrti.
Leta 1973 so bili posmrtni ostanki brazilske cesarske princese Isabel (1846–1921) in njenega moža grofa Eu pripeljani, da bi jih pokopali v cesarskem mavzoleju. Princesa je bila deležna pogreba vodje države ob prisotnosti najpomembnejših voditeljev republike in brazilske cesarske družine, dan pa so razglasili za državni praznik.
15. februarja 2022 je več kot 150 ljudi umrlo v poplavah v Petrópolisu po intenzivnem deževju, ki je povzročilo plazove blata.

## Geografija
Petrópolis, ki leži med gozdnatimi hribi Serra dos Órgãos, v dolini rek Quitandinha in Piabanha, je priljubljeno zimsko počitniško mesto. Poleg podnebja in okolice je glavna atrakcija nekdanja poletna palača zadnjega brazilskega cesarja, ki je zdaj cesarski muzej, specializiran za zgodovino cesarstva in spominke.
Petrópolis je dom Nacionalnega laboratorija za znanstveno računalništvo, raziskovalne enote Ministrstva za znanost in tehnologijo brazilske zvezne vlade. Občina ima del Mozaika atlantskega gozda osrednjega Ria de Janeira, ohranitvena enota ustvarjenega leta 2006.
16,7 hektarjev Mestnega naravnega parka Petrópolis je v zgodovinskem središču mesta Petrópolis. Je del varstvenega okoljskega območja Petrópolis in biosfernega rezervata Atlantski gozd. Občina vsebuje tudi 530 hektarjev naravnega spomenika Pedra do Elefante.

### Podnebje
Petrópolis ima vlažno subtropsko podnebje (Köppnova podnebna klasifikacija: Cwa), ki je posledica višine z vlažnimi poletji. Padavin ima približno 1383 mm na leto.
Občina obsega del 26.260 hektarjev biološkega rezervata Tinguá, strogo zaščitene ohranitvene enote Atlantskega gozda, ustanovljene leta 1989.
Temperature so zmerne. Letno povprečje je okoli 19 °C. V toplejših mesecih je povprečna temperatura 23 °C, povprečje najhladnejšega meseca pa 15 °C. Po podatkih Državnega inštituta za meteorologijo (Instituto Nacional de Meteorologia) je bila najnižja zabeležena temperatura −0,7 °C 2. avgusta 1955, najvišja zabeležena temperatura pa 36,6 °C, 6. novembra 2009.

## Demografija
Petrópolis je v poznem 19. stoletju doživel močno rast prebivalstva, ki je v 20. stoletju ostal manj pomemben. Njegovo prebivalstvo je začelo stagnirati in se nato zmanjšalo (čeprav na blag način) do okoli leta 2000. Po podatkih iz leta 2010 52,3% (približno 155 tisoč ljudi) prebivalstva pripada ženskemu spolu in 48,7% (približno 145 tisoč ljudi) moškemu spolu.

### Narodnostna sestava
Po demografskem popisu leta 2010 je bilo v Petrópolisu 186.642 belcev (63,5 %), 75.025 mešancev (25,4 %), 31.463 temnopoltih (10,6 %), 970 azijskih (0,4 %) in 281 Amerindijancev (0,1 %).
Glavna ljudstva, ki so sodelovala pri etničnem/kulturnem oblikovanju Petrópolisa, so bili Nemci in Portugalci (predvsem iz regije Azorov). Druge etnične skupine, kot so Italijani, Francozi, Angleži in Libanonci, so prav tako izrazito sodelovale pri nastanku mesta.

## Gospodarstvo
Gospodarstvo Petrópolisa temelji na turizmu, storitvah in industriji. Je 2. največje središče za proizvodnjo piva v državi in sedež večjih brazilskih pivovarskih podjetij, kot je Grupo Petrópolis (ki ima v lasti blagovne znamke piva Itaipava, Crystal, Lokal, Black Princess in Petra) Bohemia, in tudi Brasil Kirin Factory.
V mestu imajo svoje sedeže tudi druga podjetja, na primer mreža Mundo Verde (brazilski trgovec z naravnimi izdelki) in čokoladnica Katz. Trenutno se projekt razvija za industrijsko okrožje Posse, katerega namen je spodbuditi industrije v 5. okrožju mesta. Petrópolis ima 9. največji BDP v zvezni državi Rio de Janeiro, pred mesti, kot sta Nova Friburgo in Teresópolis, in v nacionalnem obsegu več kot šest prestolnic držav, kot so Aracaju, Palmas in Macapá.
Gospodarstvo mesta je še vedno večje od celotnih držav federacije, kot sta Roraima in Acre.

### Turizem
Visoka turistična sezona v Petrópolisu se začne julija, z začetkom Bauernfesta in začetkom zime, ki s hladnim vremenom privabi turiste v mesto. Leta 2014 se je zaradi Svetovnega prvenstva v nogometu v Braziliji število nekaterih zanimivosti povečalo za več kot 30 % v primerjavi z enakim obdobjem leta 2013.
To je mesto v gorski regiji Rio de Janeiro, ki sprejme več turistov na leto. Petropolis je bila ne-prestolnica, ki je najbolj napredovala v indeksu konkurenčnosti nacionalnega turizma v letu 2014, ki ga pripravlja ministrstvo za turizem. Po mnenju razvijalcev je mesto med 15 najbolje uvrščenimi v Braziliji na skupni lestvici konkurenčnosti v turizmu.
Zanimivosti so:
- Hrib Açu (Narodni park Serra dos Órgãos)
- Hiša Stefana Zweiga
- Grad barona Itaipave (trenutno v fazi prenove)
- Kristalna palača
- Okrožje Itaipava s številnimi priljubljenimi znamenitostmi, kot so tržnica "orto", vilareijo in občinski park v središču okrožja.
- Fatimin prestol
- Palača Grão-Pará
- Brazilski cesarski muzej
- Palača Quitandinha
- Palácio Rio Negro
- Stolnica v Petrópolisu
- Bauernfest (letni festival v čast nemškim priseljencem)

- Kristalna palača
- Hotel in nekdanja igralnica Palača Quitandinha
- Brazilski cesarski muzej, najbolj obiskan muzej v Braziliji
- Downtown Petrópolis
- Hiša Stefana Zweiga